# Sabine Gruber
Sabine Gruber (* 6. August 1963 in Meran) ist eine italienische deutschsprachige Schriftstellerin.

## Leben
Gruber stammt  väterlicherseits aus einer Südtiroler Buchbinder-, Buchdrucker- und Schriftsetzerfamilie. Sie wuchs in Lana bei Meran auf, besuchte das Humanistische Gymnasium Beda Weber in Meran und studierte nach der Matura (1982) in Innsbruck und Wien Germanistik, Geschichte und Politikwissenschaft. Von 1988 bis 1992 war sie Lektorin an der Universität Cà Foscari in Venedig. Seit 2000 ist sie freie Schriftstellerin und lebt in Wien.
Gruber schreibt Prosa, Lyrik und Essays; daneben gibt es von ihr auch Hörspiele und Theaterstücke.
Sie publiziert seit den frühen 1980er-Jahren. Ihr Debütroman "Aushäusige" kam 1996 beim Wieser-Verlag in Klagenfurt und 1999 bei dtv in München heraus. Mit den beim Münchner C. H. Beck-Verlag erschienenen Romanen "Die Zumutung" (2003) und "Über Nacht" (2007) wurde das deutschsprachige Feuilleton auf sie aufmerksam. Der Roman "Über Nacht" stand 2007 auf der Longlist des Deutschen Buchpreises sowie mehrmals auf der ORF- und SWR-Bestenliste.
In dem historischen Roman "Stillbach oder Die Sehnsucht" (2011 ebenfalls bei C. H. Beck erschienen), für den Gruber das Elias-Canetti-Stipendium der Stadt Wien erhalten hatte, arbeitete die Autorin am Beispiel dreier Frauenleben ein Stück österreichische und italienische Zeitgeschichte auf. Der Roman wurde von Andreas Jungwirth fürs Theater adaptiert und wurde am 21. Februar 2015 am Bozner Stadttheater uraufgeführt (in den Hauptrollen u. a.: Krista Posch, Gerti Drassl, Florentin Groll; Regie: Petra Luisa Meyer; Bühne: Stefan Brandtmayr); "Stillbach oder Die Sehnsucht" wurde in mehrere Sprachen (u. a. ins Englische und Italienische) übersetzt.
Mit "Daldossi oder Das Leben des Augenblicks" (2016 bei C.H. Beck erschienen), der von einem alternden, traumatisierten Kriegsfotografen handelt, war sie 2016 auf der Shortlist des Österreichischen Buchpreises und drei Mal hintereinander auf Platz 1 der ORF-Bestenliste.
Alle Romane Grubers sind als Taschenbuch bei dtv erschienen.
Gruber schreibt auch Gedichte ("Fang oder Schweigen" 2002, "Zu Ende gebaut ist nie" 2014, "Am Abgrund und im Himmel zuhause" 2018) und publiziert Essays und Artikel zu verschiedenen gesellschaftspolitischen Themen, so z. B. zur faschistischen Architektur in Italien ("Mussolinis Retortenstädte", Neue Zürcher Zeitung, 7. September 2018), über die Option in Südtirol 1939 ("Gehen oder bleiben?", Der Standard, 23. Juni 2019) oder über Metasprache ("Entpört euch!", Die Presse/Spectrum, 4. Januar 2020).
Gemeinsam mit Renate Mumelter verwaltet sie außerdem den literarischen Nachlass der Südtiroler Autorin Anita Pichler (1948–1997) und hat mit Mumelter Anthologien und Bücher zu Pichlers Werk herausgegeben.
Gruber war bis zu dessen überraschendem Tod am 24. August 2016 zwanzig Jahre lang die Lebensgefährtin des österreichischen Malers, Performance- und Medienkünstlers Karl-Heinz Ströhle.

## Auszeichnungen
- 1985: RAI-Kurzgeschichten-Preis
- 1994: Stadtschreiberin von Klagenfurt
- 1996: Förderpreis der Stadt Wien (Sparte Literatur)
- 1997: Stipendium auf Schloss Solitude/Stuttgart
- 1998: Reinhard-Priessnitz-Preis
- 2000: Förderungspreis zum Österreichischen Staatspreis für Literatur
- 2001: Stadtschreiberin von Innsbruck
- 2002: Stipendium des Heinrich-Heine-Hauses der Stadt Lüneburg
- 2004–2005: Elias-Canetti-Stipendium der Stadt Wien
- 2007: Nominierung für den Deutschen Buchpreis, mit Über Nacht
- 2007: Walther-von-der-Vogelweide-Preis (Förderpreis)
- 2007: Anton-Wildgans-Preis
- 2008: Buch.Preis
- 2009–2011: Robert-Musil-Stipendium
- 2013: 2013 Verdienstkreuz des Landes Tirol
- 2015: Veza-Canetti-Preis der Stadt Wien
- 2015: Artist in Residence in der Villa Sträuli in Winterthur
- 2016: Österreichischer Kunstpreis für Literatur[1]
- 2019: Preis der Stadt Wien für Literatur[2]
- 2020/21: Poet in Residence an der Universität Duisburg-Essen
- 2022: Ehrenbürger der Universität Innsbruck[3]
- 2025: Ehrenzeichen des Landes Tirol[4]

## Werke
Autorschaft
- Aushäusige. Roman. Wieser, Klagenfurt 1996, ISBN 3-85129-189-1.
- Bis daß ein Tod. Theaterstück. Uraufführung Mai 1997, Theater in der Altstadt, Meran; Regie: Rudi Ladurner.
- Fang oder Schweigen. Gedichte. Wieser, Klagenfurt 2002, ISBN 3-85129-380-0.
- Die Zumutung. Roman. C.H. Beck, München 2003, ISBN 3-406-50264-4.
- Über Nacht. Roman. C.H. Beck, München 2007, ISBN 978-3-406-55612-8.
- Stillbach oder Die Sehnsucht. Roman. C.H. Beck, München 2011, ISBN 978-3-406-62166-6.
- Ein unerhörter Wunsch. 22 Kurztexte. Mit Offsetfarblithographien von Anna Stangl. Edition Thurnhof, Horn 2013, ISBN 978-3-900678-24-1.
- Zu Ende gebaut ist nie. Gedichte. Haymon, Innsbruck 2014, ISBN 978-3-7099-7140-6.
- Daldossi oder Das Leben des Augenblicks, C.H. Beck, München 2016, ISBN 978-3-406-69740-1.
- Am Abgrund und im Himmel zuhause, Gedichte. Haymon, Innsbruck 2018, ISBN 978-3-7099-3441-8.
- Am besten lebe ich ausgedacht. Journalgedichte. Haymon, Innsbruck, 2022. ISBN 978-3-7099-8158-0.
- Die Dauer der Liebe, C.H. Beck, München 2023, ISBN 978-3-406-80696-4.

Hörspiele und Theaterstücke
- Stillbach oder Die Sehnsucht. Bühnenfassung von Andreas Jungwirth Uraufführung am 21. Februar 2015, Stadttheater Bozen
- Presto. Prestissimo. Ein Täuschungsmanöver. Hörspiel. Erstsendung ORF 1997
- Bis daß ein Tod. Uraufführung der Theaterfassung am 9. Mai 1997 im Theater in der Altstadt Meran. Regie: Rudi Ladurner
- Bis daß ein Tod. Monolog. Hörspiel. Erstsendung ORF 1. Juni 1997
- Der Vogelfänger. Hörspiel. Erstsendung ORF November 1993

Autorschaft in Koproduktion
- 111 Orte in Südtirol, die man gesehen haben muss. Zusammen mit Peter Eickhoff. Emons, Köln 2014, ISBN 978-3-95451-318-5.

Herausgeberschaft
- Reisende auf Abwegen. Fünf Erzählungen aus Spanien. Österreichischer Studienverlag altra, Innsbruck 1993, ISBN 3-900521-21-2.
- „Es wird nie mehr Vogelbeersommer sein...“. In memoriam Anita Pichler (1948–1997). Folio, Wien / Bozen 1998, ISBN 3-85256-088-8.
- „Das Herz, das ich meine ...“. Essays zu Anita Pichler. Folio, Wien / Bozen 2002, ISBN 3-85256-206-6.

Übersetzungen in andere Sprachen
- Übersetzung von "Aushäusige" ins Russische von Serafima Schlapoberskaya. TEXT, Moskau 2001, ISBN 5-7516-0227-7.
- Cez noc. Übersetzung von "Über Nacht" ins Slowakische von Marián Hatala. FO ART, Bratislava 2009, ISBN 978-80-88973-56-0.
- Roman Elegy. Übersetzung von "Stillbach oder Die Sehnsucht" ins Englische von Peter Lewis. Haus Publishing, London 2013, ISBN 978-1-908323-10-1.
- Mira och Irma Den andre kvinnan. Übersetzung von "Über Nacht" ins Schwedische von Jörg Lindskog. BOKFÖRLAGET THORÉN OCH LINDSKOG, Malmö 2014, ISBN 978-91-86905-09-5.
- Stillbach o della nostalgia. Übersetzung ins Italienische von Cesare De Marchi. Marsilio, Venezia 2014, ISBN 978-88-317-1839-4.
- 111 Luoghi dell'Alto Adige che devi proprio scoprire. Mit Peter Eickhoff. Übersetzung ins Italienische von Giovanna Ianeselli Emons. Köln 2016, ISBN 978-3-95451-865-4.
- Bir Gecede. Übersetzung von "Über Nacht" ins Türkische von Sule Senkaya. Kyrhos, Kasim 2016, ISBN 978-605-121-396-5.
- Stillbach veya Özlem. Übersetzung ins Türkische von Yalcin Yetiskin. Kyrhos, Kasim 2017, ISBN 978-605-121-397-2.
- Daldossi - silmänräpäyksellinen elmä. Übersetzung ins Finnische von Olli Sarrivaara. Lurra Editions 2018, ISBN 978-952-5850-80-2.
- Daldossi oder Das Leben des Augenblicks Übersetzung ins Arabische. Ninawa, Damaskus 2018, ISBN 978-9933-38-062-5.
- Daldossi ovvero La vita dell'istante. Übersetzung ins Italienische von Cesare De Marchi. Marsilio, Venezia 2019, ISBN 978-88-297-0182-7.